# Horror erotico
L'horror erotico è un sottogenere cinematografico nato alla fine degli anni sessanta, che mescola, come dice il termine, erotismo insieme ad una trama di orrore. Il principale regista a occuparsi di questo ciclo fu Jess Franco, il quale realizzò più di quaranta pellicole fra gli anni sessanta e settanta. In Italia il genere nacque dopo l'enorme successo dell'horror gotico, ma il principale autore che si occupò di questo genere fu Aristide Massaccesi.

## Pellicole cult
Fra le tante pellicole che sono state create, le più importanti, divenute cult, sono Terrore sull'isola dell'amore, che dette origine anche all'horror esotico, Korang - La terrificante bestia umana, in cui un mostro/ragazzo violenta più di una donna, Le notti erotiche dei morti viventi, con protagonista George Eastman alle prese con zombie assetati di voglia di far l'amore, La vestale di Satana, film condito da molte scene di erotismo e orrore con protagonisti vampiri e De Sade 2000, probabilmente il primo film che dette origine a questo sottogenere. Tuttavia, può essere classificato primo film dell'horror erotico, I lunghi capelli della morte, di Antonio Margheriti, con alcune scene di nudo di Barbara Steele. Non va confuso invece in questa categoria, il regista Ed Wood,che invece, fu il primo a creare un film horror – porno, seppure fu filmato solo negli anni '50. In Italia comunque questo genere scomparve soltanto agli inizi degli anni ottanta, dove si passò poi alla Commedia erotica all'italiana.